# Кирпичний (Ханти-Мансійський район)
Кирпи́чний (рос. Кирпичный) — селище у складі Ханти-Мансійського району Ханти-Мансійського автономного округу Тюменської області, Росія. Входить до складу Луговського сільського поселення.
Населення — 669 осіб (2010, 624 у 2002).
Національний склад станом на 2002 рік: росіяни — 82 %.